# Аднет
Аднет (нем. Adnet) — коммуна (нем. Gemeinde) в Австрии, в федеральной земле Зальцбург.
Входит в состав округа Халлайн.  Население составляет 3459 человек (на 1 января 2013 года). Занимает площадь 30,0 км². Официальный код  —  50202.

## Политическая ситуация
Бургомистр коммуны — Вольфганг Ауэр (АНП) по результатам выборов 2004 года.
Совет представителей коммуны (нем. Gemeinderat) состоит из 19 мест.
- АНП занимает 11 мест.
- СДПА занимает 7 мест.
- АПС занимает 1 место.